# 8 Марта (Краснодарский край)
8 Марта — посёлок в Северском районе Краснодарского края. Относится к Северскому сельскому поселению.

## География
Расположен в 2,5 км к северу от районного центра — станицы Северской у начала водотока, впадающего в реку Песчанка

## История
Посёлок 8 Марта появился после Великой Отечественной войны при молочно-товарной ферме колхоза «Заветы Ильича». В посёлке были конюшня и кинозал.

## Инфраструктура
В посёлке одна улица — Степная. Имеется водоснабжение, электричество и телефонная связь. Постоянное транспортное сообщение с районным центром отсутствует, однако планируется ремонт дороги. Рядом с посёлком находится страусиная ферма.

## Население
| 2002 | 2010 |
| ---- | ---- |
| 57   | ↘48  |